# Rosières (Waals-Brabant)
Rosières of Rosières-Saint-André (Nederlands: Rozieren) is een dorp in de Belgische provincie Waals-Brabant en een deelgemeente van Rixensart.
Rosières ligt in het noordoosten van de gemeente, tegen de grens met Vlaams-Brabant, de taalgrens. In het zuiden van de deelgemeente, aan de overkant van de rivier de Laan, ligt het gehuchtje Plagniau.

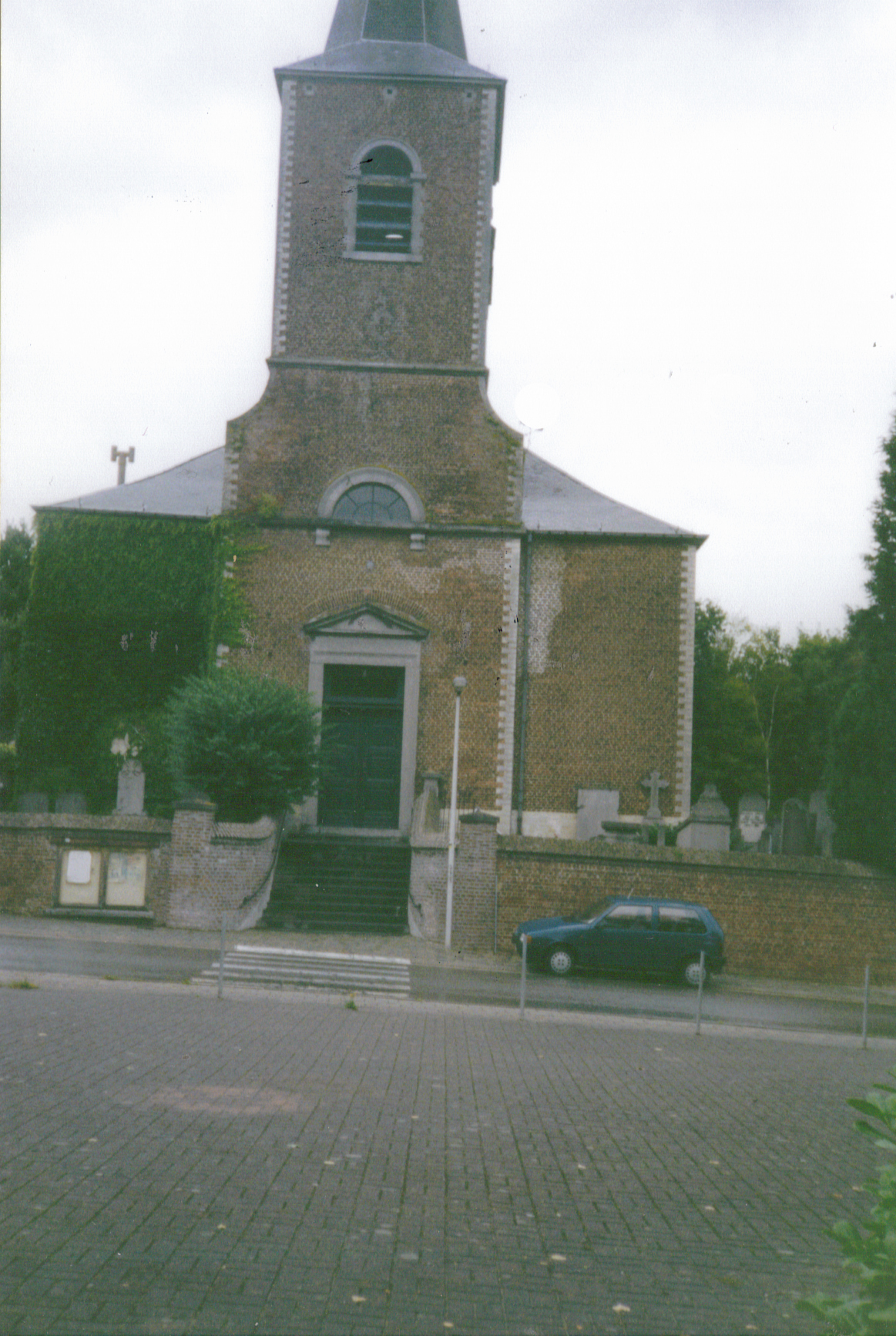
Église Saint-André

## Geschiedenis
Op de Ferrariskaart uit de jaren 1770 werd de plaats vermeld als Rosieren, wat doet vermoeden dat het toen nog Nederlandstalig was.
In 1977 werd Rosières een deelgemeente van Rixensart.

## Bezienswaardigheden
- De Sint-Andreaskerk (Église Saint-André) is een bakstenen neoclassicistisch bouwwerk van 1844.
- De Ferme de Woo is een voormalige herenzetel en boerderij die een uit de 14e eeuw stammende donjon omvat die geflankeerd wordt door gebouwen die in de 19e eeuw en eind jaren '30 van de 20e eeeuw werden gereconstrueerd.

## Natuur en landschap
De Laan (ook: Lasne of Leibeek) stroomt langs Rosières. De hoogte aan de kerk is 51 meter. 

## Demografische ontwikkeling
- Bronnen:NIS, Opm:1831 tot en met 1970=volkstellingen, 1976= inwonersaantal op 31 december

## Politiek
Rosières had een eigen gemeentebestuur en burgemeester tot de gemeentelijke fusie van 1977. Burgemeesters waren:
- 1958-1976 : Joseph Moreau de Melen

## Verkeer en vervoer
Door Rosières loop van noord naar zuid de autosnelweg A4/E411, die er een op- en afrit heeft.

## Nabijgelegen kernen
Wavre, Tombeek, Maleizen, Genval, Rixensart
Deelgemeenten: Genval · Rixensart · Rosières

Overige plaatsen: Bourgeois · Bruyère-à-la-Croix · Froidmont · Glain · Maubroux · Plagniau

Belgische gemeenten · Arrondissement Nijvel · Waals-Brabant · Wallonië